# Lucio Pinario Mamercino Rufo
Lucio Pinario Mamercino Rufo  fue un político y legislador romano del siglo V a. C. perteneciente a la gens Pinaria.

## Familia
Pinario fue miembro de los patricios Pinarios Mamercinos, la más antigua rama familiar de la gens Pinaria. Fue probablemente hijo de Publio Pinario Mamercino Rufo y padre de Lucio Pinario Mamercino.

## Consulado
Alcanzó el consulado en el año 472 a. C., durante el cual el tribuno de la plebe Volerón Publilio trató de presentar una ley mediante la cual las magistraturas plebeyas se elegirían mediante las tribus. Una epidemia que azotó Roma en su año consular se cebó con las mujeres y los alumbramientos.
Según Varrón, fue el promotor, junto con su colega consular Publio Furio Medulino Fuso, de la Lex Furia Pinaria para intercalar un mes adicional los años en que fuera necesario.